# Liste der Gebietsänderungen in Sachsen 2009
Die Liste der Gebietsänderungen in Sachsen 2009 enthält Änderungen an Gemeindegebieten des Freistaats Sachsen in der Zeit vom 1. Januar 2009 bis zum 31. Dezember 2009. Dazu zählen unter anderem Zusammenschlüsse und Trennungen von Gemeinden, Eingliederungen von Gemeinden in eine andere, Änderungen des Gemeindenamens und Umgliederungen von Teilen einer Gemeinde in eine andere.

In Sachsen kam es im Jahr 2009 zu zwölf Gemeindegebietsänderungen, davon vier Eingliederungen, eine Neubildung, fünf Umgliederungen sowie zwei Zusammenschlüsse von Gemeinden. Alle damals entstandenen Gemeinden existieren noch heute.

## Legende
- Datum: juristisches Wirkungsdatum der Gebietsänderung
- Gemeinde vor der Änderung: Gemeinde vor der Gebietsänderung
- Gebietsänderung: Art der Gebietsänderung
- Gemeinde nach der Änderung: Gemeinde nach der Gebietsänderung
- Landkreis: Landkreis der Gemeinde nach der Gebietsänderung
- OT: Ortsteil

Die Sortierung erfolgt chronologisch: Datum, kreisfreie Städte, Landkreise, aufnehmende oder neu gebildete Gemeinde. Heute noch bestehende Gemeinden sind farbig unterlegt.

## Liste der Gebietsänderungen
| Datum      | Gemeinde vor Änderung                                                                                                | Gebietsänderung    | Gemeinde nach Änderung      | Landkreis       |
| ---------- | --- | ------------------ | --------------------------- | --------------- |
| 01.01.2009 | Auerbach/Vogtl. 0,08 Hektar                                                                                          | Umgliederung nach  | Ellefeld                    | Vogtlandkreis   |
| 01.01.2009 | Hartmannsdorf bei Kirchberg 0,27 Hektar                                                                              | Umgliederung nach  | Schneeberg                  | Erzgebirgskreis |
| 01.01.2009 | Schneeberg 0,04 Hektar                                                                                               | Umgliederung nach  | Hartmannsdorf bei Kirchberg | Zwickau         |
| 01.01.2009 | Oberlichtenau, Pulsnitz mit Friedersdorf, Friedersdorf Siedlung                                                      | Zusammenschluss zu | Pulsnitz                    | Bautzen         |
| 01.01.2009 | Eulatal mit Altottenhain, Elbisbach, Flößberg, Frankenhain, Hopfgarten, Ottenhain, Prießnitz, Tautenhain, Trebishain | Eingliederung nach | Frohburg                    | Leipzig         |
| 01.01.2009 | Pflückuff mit Beckwitz, Bennewitz, Kranichau, Kunzwerda, Loßwig, Mehderitzsch, Staupitz, Weßnig                      | Eingliederung nach | Torgau                      | Nordsachsen     |
| 01.02.2009 | Klitten mit Dürrbach, Jahmen, Kaschel, Klein-Oelsa, Klein-Radisch, Tauer, Zimpel                                     | Eingliederung nach | Boxberg/O.L.                | Görlitz         |
| 01.03.2009 | Grünhainichen, Waldkirchen/Erzgeb.                                                                                   | Zusammenschluss zu | Grünhainichen               | Erzgebirgskreis |
| 01.05.2009 | Laußig 99,86 Hektar mit 3 Einwohnern                                                                                 | Umgliederung nach  | Doberschütz                 | Nordsachsen     |
| 01.05.2009 | Doberschütz 357,78 Hektar                                                                                            | Umgliederung nach  | Laußig                      | Nordsachsen     |
| 01.10.2009 | Hammerbrücke, Morgenröthe-Rautenkranz, Tannenbergsthal mit Gottesberg, Jägersgrün, Schneckenstein                    | Neubildung von     | Muldenhammer                | Vogtlandkreis   |
| 01.10.2009 | Wildenhain mit Bauda, Colmnitz, Walda-Kleinthiemig                                                                   | Eingliederung nach | Großenhain                  | Meißen          |
| 09.10.2009 | Niesky 0,33 Hektar                                                                                                   | Umgliederung nach  | Hähnichen                   | Görlitz         |
| 11.10.2009 | Wittichenau 1,68 Hektar                                                                                              | Umgliederung nach  | Lohsa                       | Bautzen         |
| 11.10.2009 | Lohsa 5,56 Hektar | Umgliederung nach  | Wittichenau                 | Bautzen         |

## Quelle
- Statistisches Landesamt Sachsen: ab 1. Januar 2000 bis 31. Dezember 2009 (XLSX-Datei; 40 kB)